# Martin Dougiamas

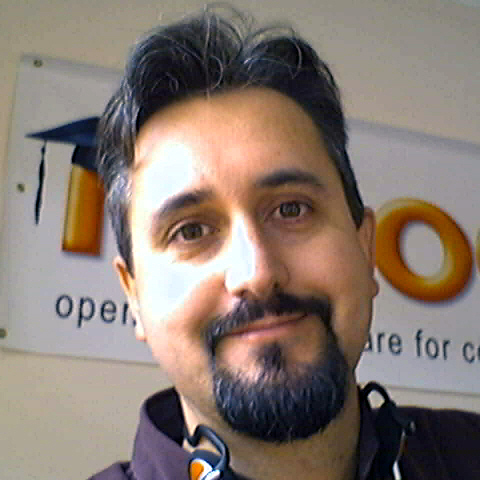
Martin Dougiamas

Martin Dougiamas (Perth (Austrália Ocidental), Austrália, 1970) é um programador e desenvolvedor para a web australiano.
Trabalha com a Internet desde 1986. A maior parte da sua experiência foi adquirida quando era Webmaster da Curtin - Universidade de Tecnologia em Perth, na Austrália, onde entre outras atribuições foi Gerente do Sistema WebCT (Sistema de Ensino à Distância - comercializado pela Blackboard). 
É o criador da plataforma Moodle (acrônimo de "Modular Object-Oriented Dynamic Learning Environment"), uma experiência iniciada em 1999 sob a forma de comunidade virtual (Moodle.org) que envolve administradores de sistema, professores, pesquisadores, designers de conteúdo pedagógico, desenvolvedores e programadores. A filosofia do projeto se apoia no modelo pedagógico do construtivismo social e na luta por programas gratuitos de código aberto. Um detalhe notável é que tudo isto se insere na preparação da tese de doutorado de Martin Dougiamas no "Science and Mathematics Education Centre" da própria universidade onde trabalhava como webmaster, intitulada "The use of Open Source software to support a social constructionist epistemology of teaching and learning within Internet-based communities of reflective inquiry". 
Durante todos estes anos de desenvolvimento a comunidade tem crescido muito.